# Бермудский доллар
Бермудский доллар (код ISO 4217: BMD) — официальная валюта заморской территории Великобритании Бермудские Острова с февраля 1970 года. 1 бермудский доллар равняется 100 центам. Бермудский доллар был введён вместо бермудского фунта (1 бермудский фунт = 2,40 бермудского доллара). С 6 февраля 1970 Бермудская валютная администрация ввела в обращение монеты номиналом 1, 5, 10, 25 и 50 центов. С момента своего основания монета в 1 цент чеканилась из красной бронзы, затем с 1986 года её состав заменили цинком, покрытым медью. А в переходный 2008 новый тип этой одноцентовой монеты был изменён на магнитную сталь, также покрытую медью. Все остальные центовые номиналы в то время чеканились из мельхиора. А вот монеты номиналом в 1 и 5 долларов были выпущены в никелевой латуни приятного золотистого цвета в 1983 году. В то время эти долларовые номиналы не пользовались спросом, поэтому 5-долларовую монету со временем изъяли из обращения 1 января 1990 года. А вот новый тип монеты номиналом в 1 доллар с 1988 года теперь был отчеканен значительно тоньше и легче, чем его предшественник 1983 года, который имел монетные стандарты британского фунта. Выпуск монет номиналом в 50 центов также был прекращен из-за  большого размера и большого веса монеты, который был значительно больше, чем вес долларовых монет нового типа. С 1 мая 1990 монеты номиналом 50 центов были изъяты из обращения. У всех номиналов монет Бермудских островов на аверсе изображение королевы Великобритании Елизаветы II различных типов её портретов синхронно с изменением их и в королевстве. На реверсе монет номиналом от 1 до 25 центов изображены фауна и флора Бермудских островов, а на монете номиналом 1 доллар изображён парусник. 
На Бермудах также периодически выпускают памятные монеты, чтобы отпраздновать определённые события, исторические вехи, флору и фауну островов. Наибольшим спросом среди нумизматов мира пользуются так называемые «Бермудские треугольники», которые чеканятся в различных номиналах и металлах, но исключительно в виде треугольников.

## Режим валютного курса
Несмотря на то, что Бермудские острова являются заморской территорией Великобритании, курс бермудского доллара привязан к американскому доллару в соотношении 1:1.